# Guide d'aveugle
Un guide d'aveugle est une personne qui accompagne un déficient visuel pour pratiquer notamment les disciplines handisport. On parle également de guide pour malvoyant ou d'escorte. On parle bien d'un accompagnateur d'un sport individuel et c'est un statut différent d'une équipe mixte voyant/malvoyant où les deux personnes sont des athlètes dont au moins une agit comme pilote valide (tandem en cyclisme handisport., canoë-kayak, voile).
Le guide accompagne le sportif en dirigeant l'athlète malvoyant par des instructions détaillées pour annoncer par exemple un virage serré à droite ; le guide énoncera par exemple "virage trois heures". Sur le plan du règlement, le sportif doit absolument passer la ligne d'arrivée en premier, sous peine de disqualification. Autre point du règlement, lors de la remise des récompenses : le guide ne fait qu'accompagner son athlète au pied du podium, n'étant pas lui-même médaillé mais depuis les Jeux paralympiques d'été de Londres de 2012, le guide est considéré comme un athlète à part entière et reçoit lui aussi une médaille.

## Sports

### Athlétisme

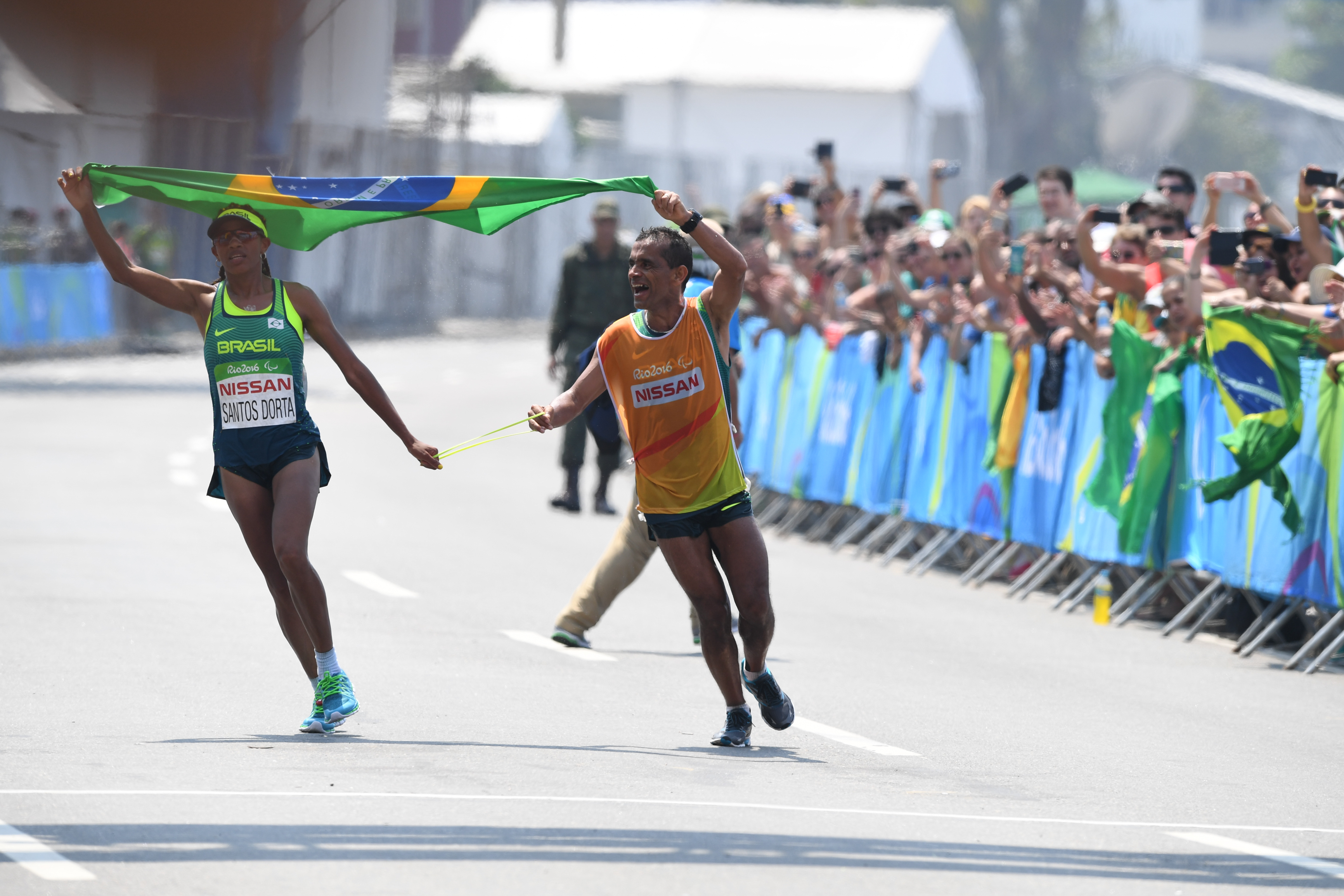
Marathon paralympiques

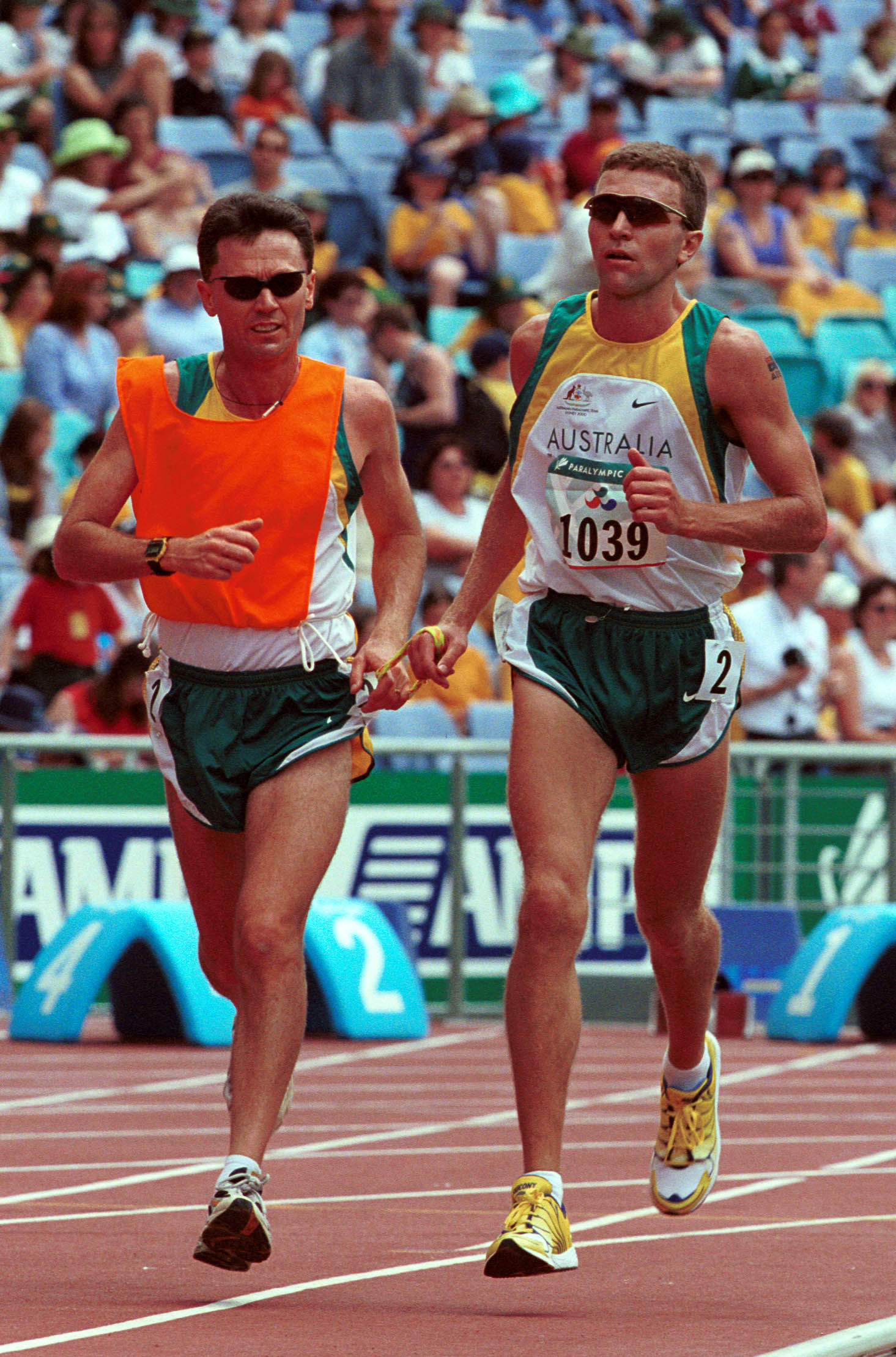
Athlétisme

Aux Jeux paralympiques, les non-voyants sont regroupés dans les catégories
- B1 : cécité totale
- B2 : l’athlète peut reconnaitre la forme d’une main
- B3 : l’acuité visuelle est plus élevée que les 2 catégories précédentes

Les athlètes de la catégorie B1 sont systématiquement guidés par un athlète voyant, le lien entre les 2 coureurs étant assuré par une cordelette d’environ 75 cm accrochée aux poignets des 2 coureurs.ces derniers portent des lunettes occlusives noires homologuées et ils sont systématiquement guidés par un athlète voyant, le lien entre les deux coureurs étant assurés par une cordelette. Dans les catégories B2 et B3, les sportifs suppléent souvent leurs déficits sensoriels et courent seuls.
Lors des épreuves de très longue durée (comme le marathon), le guide peut aussi indiquer les directions oralement. À aucun moment le guide ne doit tirer ou propulser l’athlète. Une infraction à ce règlement peut mener à la disqualification.
Le guide doit être légèrement plus rapide que le coureur non-voyant afin qu’il puisse se concentrer sur les éléments à communiquer au coureur plutôt que de penser à son propre rythme et éviter ainsi des situations compliquées. Aux Jeux de Sydney en 2000, le Kenyan Wanhoike Henry a complètement épuisé son guide en établissant le record du monde sur 5 000 m.
En saut, la présence de guides est autorisée pour orienter lors de la tentative.

### Ski

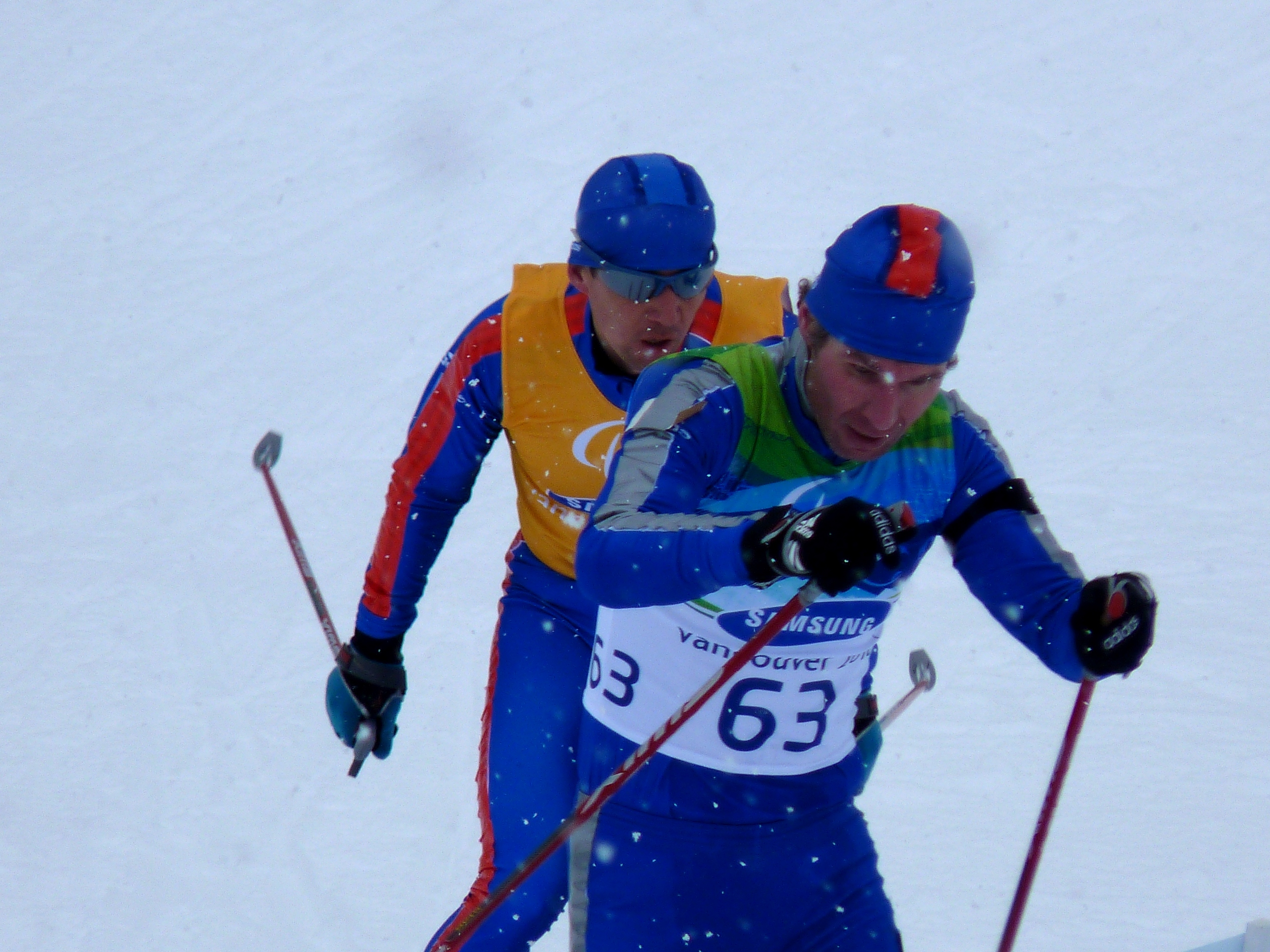
Biathlon

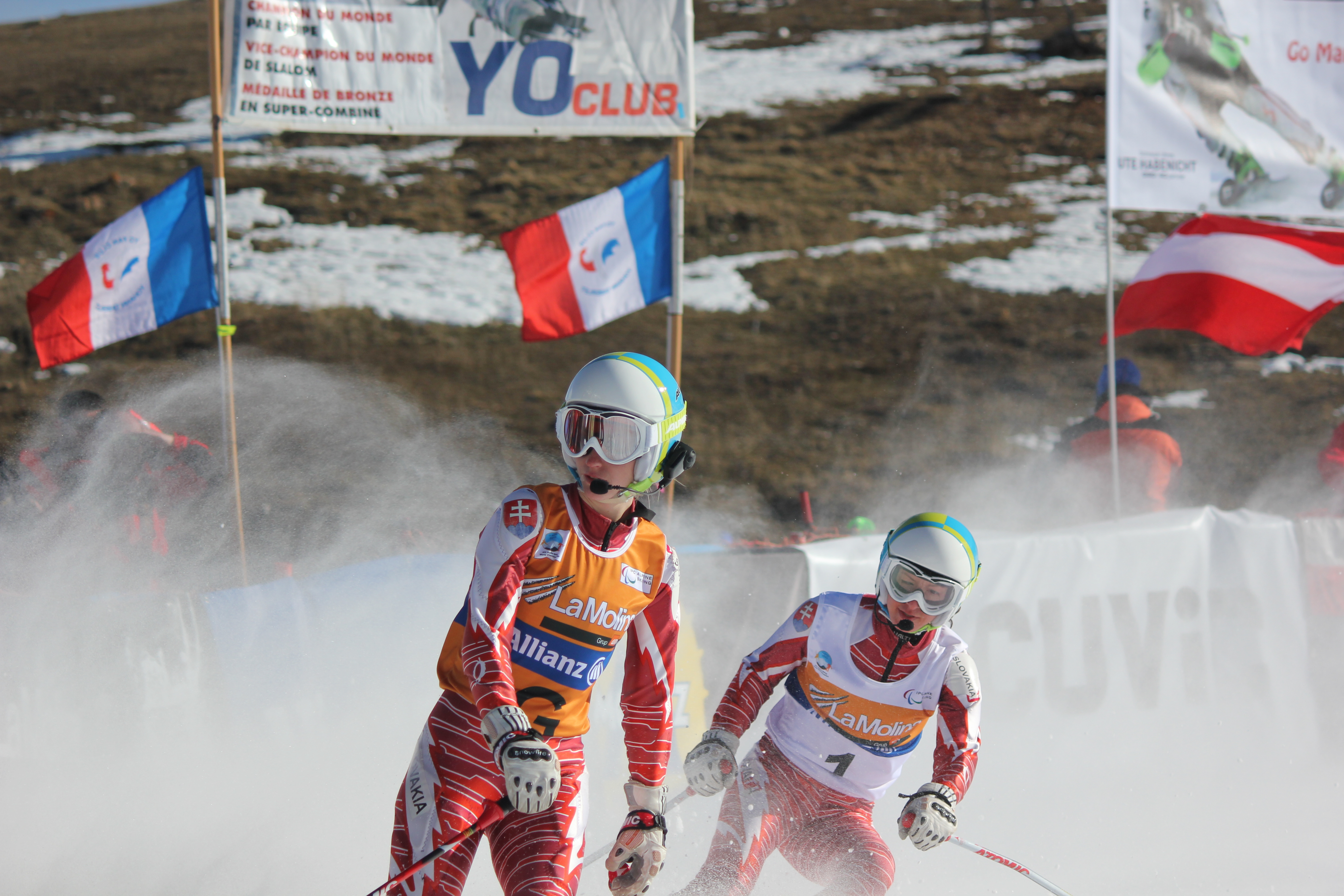
Henrieta Farkašová et sa guide Natália Šubrtová

Le guide pilote le skieur aveugle en lui donnant des indications sur la piste, la direction, les difficultés éventuelles
. Le pilote se situe généralement à l'avant du skieur et les deux skieurs suivent la même trace. Les amblyopes, selon leur degré de vision, peuvent ainsi suivre la silhouette du guide.
Les chiffres du cadran de la montre, zéro , trois et neuf servent à donner l’ordre du virage.
- Zéro veut dire aller tout droit
- Trois un virage à droite
- Neuf, un virage à gauche.

Ainsi, sur une piste cela donnera : 0-0-3-0-0-9-0-0-3… Quant à l’ordre de s’arrêter, « Trois stop » signifie un arrêt sur virage à droite, « neuf stop » pour un arrêt sur virage à gauche.
En Ski alpin, le guide doit s'élancer sur le côté de la porte de départ, sans la franchir.

### Football

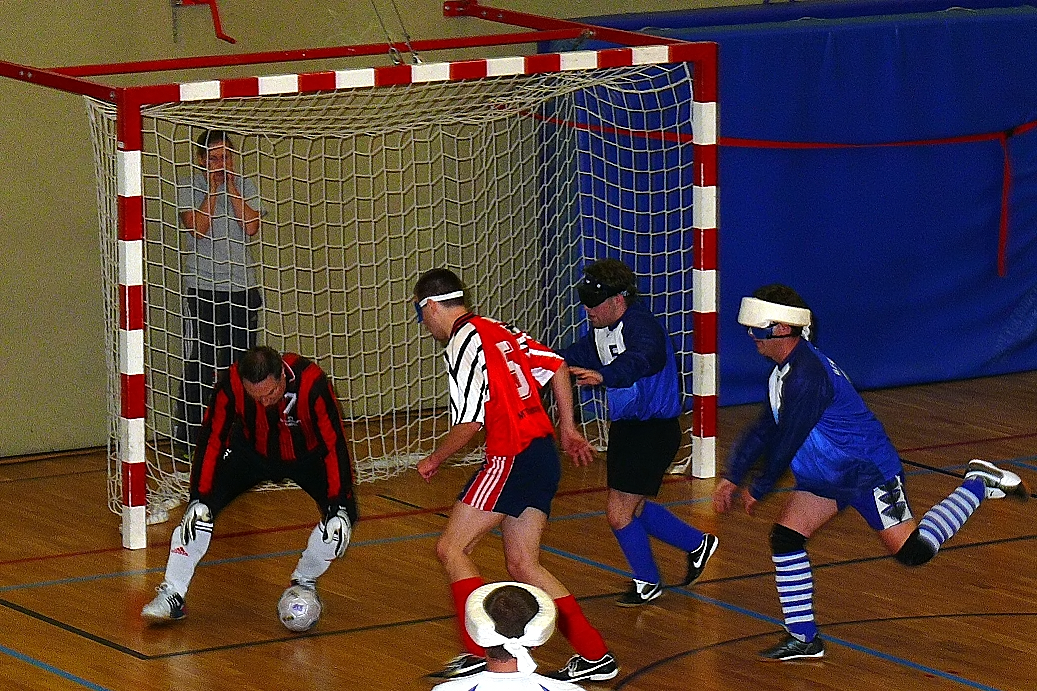
Le guide se trouve derrière la cage

En Cécifoot, le match oppose deux équipes, composées, chacune, de quatre joueurs de champ aux yeux bandés de quatre remplaçants et d'un gardien de but voyant. Les joueurs peuvent repérer le ballon au bruit émis par les grelots qu'il contient.
En catégorie B1 pour les non-voyants, il y a également un préposé au guidage, qui se trouve derrière le but adverse et indique à l'attaquant la position de la cage.

### Natation

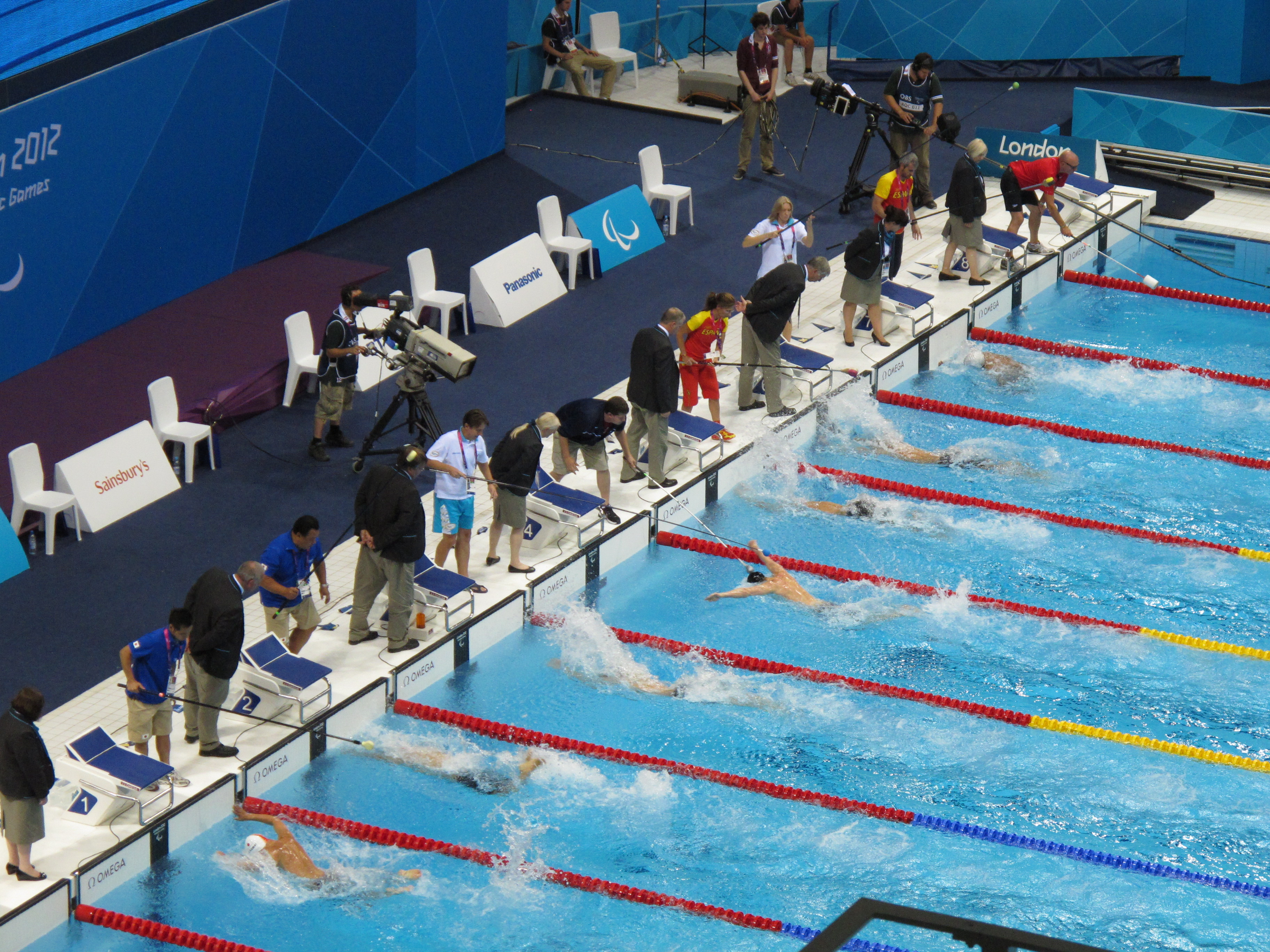
Natation

En natation, des guides indiquent au nageur la fin du couloir pour l'aider à se retourner ou s’arrêter.